# Chilocarpus obtusifolius
Chilocarpus obtusifolius är en oleanderväxtart som beskrevs av Elmer Drew Merrill. Chilocarpus obtusifolius ingår i släktet Chilocarpus och familjen oleanderväxter. Inga underarter finns listade i Catalogue of Life.